# Patrick Mameli

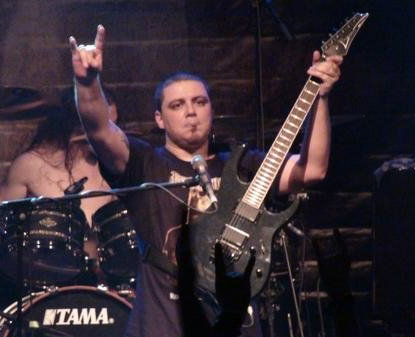
Patrick Mameli mit Pestilence (2010)

Patrizio Marco Giovanni „Patrick“ Mameli (geboren 23. November 1966 in Enschede) ist ein niederländischer Musiker, bekannt als Gründer, Sänger und Gitarrist der Death-Metal-Band Pestilence. Von ihm stammten auch die meisten Texte der Band. Mameli gilt insbesondere anhand der außerordentlich einflussreichen Alben der Band, Consuming Impulse (1989) und Testimony of the Ancients (1991) sowie dem besonders progressiven, Fusion-inspirierten Spheres (1993) als wichtiger und wegweisender Songwriter im Death Metal.

## Leben
Nach dem Ende von Pestilence 1994 gründete Mameli die niederländischen Gruppe C-187. Nach deren Auflösung schuf er zwei weitere Bands, nämlich Moordzucht und Neuromorph. 2008 formierte sich Pestilence neu, mit Mameli als einzigem Mitglied der ursprünglichen Besetzung.
Mameli ist mit einer chinesischen Frau verheiratet. 2024 verkündete er Pläne, aus den Niederlanden nach Thailand auszuwandern. 2018 wehrte er sich vehement gegen Rassismus- und andere politische Vorwürfe nach einigen Internet-Postings.